# Stazione di San Lazzaro (Sarzana)
La stazione di San Lazzaro era una fermata ferroviaria lungo la ferrovia Genova-Pisa, nel comune di Sarzana, di cui serviva l'omonima frazione per il servizio pendolare. Quando era operativa, la fermata comprendeva nel suo bacino d'utenza, oltre alla frazione di San Lazzaro, anche le frazioni di Caniparola (Fosdinovo) e di Colombiera (Castelnuovo Magra).

## Storia
La fermata venne aperta al pubblico nel 1946 e venne soppressa col cambio d'orario invernale del 1990.

## Strutture e impianti
Configurata come semplice fermata in piena linea, l'impianto disponeva di soli due binari della linea per i treni diretti a La Spezia e a Pisa. Sorgeva presso il cavalcavia della ferrovia che passa sopra via Alta Nuova, poco distante dalla Via Aurelia. Sono ancora presenti un brevissimo tratto di marciapiede, le scale da cui si accedeva alla fermata e i cartelli con il nome della stessa. Non è invece mai esistito il classico fabbricato viaggiatori.
La fermata si trovava quasi adiacente all'aeroporto di Sarzana-Luni, all'annessa base militare e nelle vicinanze della chiesa parrocchiale di San Lazzaro.